# Morgante (personne)
Pour l’article homonyme, voir Morgante.
Le nain Morgante, appelé aussi Braccio di Bartolo

est le plus célèlèbre et populaire des nains de cour de Cosme Ier de Toscane, . Il vit à Florence dans la seconde moitié du XVIe siècle.

## Les nains de cour européens
Dans de nombreuses cours européennes, des nains, que la Renaissance italienne nomme parfois  omuncoli (homoncules), sont utilisés comme bouffons, raillés et moqués, décrits comme des curiosités étranges pareilles à des animaux exotiques, fantaisistes. On peut en voir dans les toiles d'Andrea Mantegna (La Chambre des Époux, à Mantoue), Antoine van Dyck, Diego Vélasquez et Pierre Paul Rubens.

## Morgante à la cour de Cosme Ier
Morgante, ironiquement surnommé « le géant » en référence au poème du même nom de Luigi Pulci, était le plus célèbre des cinq nains de la cour des Médicis au palais Pitti.
Les plus grands artistes de l'époque le peignent. Ainsi, une peinture à double face de Bronzino le montre en uccellatore, chasseur d'oiseaux, avec un appât pour attirer les oiseaux vers des pièges placés à proximité. Morgante tient dans une main un hibou attaché avec une ficelle et attend. L'autre face montre le résultat de sa chasse. (Cette œuvre s'inscrit dans la polémique introduite par Varchi à la cour de Florence : est-ce que la sculpture prime sur la peinture, ou l'inverse. Bronzino, cherchant à montrer combien il serait injustifié de donner le primat à la sculpture: non seulement la peinture montre, elle aussi, une même réalité sous plusieurs angles, mais elle illustre aussi la dimension temporelle, puisqu'on voit ici la chasse en cours (le chasseur est aux aguets) et son résultat (les prises de gibier)!
Giambologna, de son côté, coule  en bronze où figure Morgante, nu, assis sur un escargot. Ce bronze est aujourd'hui visible au Bargello, sur une petite fontaine, dans le jardin suspendu au-dessus de la Loggia dei Lanzi.
L'œuvre la plus célèbre est la Fontana del Bacchino dans les jardins de Boboli, où le sculpteur Valerio Cioli le représente plus âgé, replet et nu, chevauchant une tortue (1560 ).
Les Vies de Vasari mentionnent également Morgante, dans la biographie de Valerio Cioli :
« ...il Duca, il quale ha fatto fare al medesimo di marmo la statua di Morgante nano, ignuda, la quale è tanto bella e così simile al vero riuscita, che forse non è mai stato veduto altro mostro così ben fatto, né condotto con tanta diligenza simile al naturale... »

## Galerie

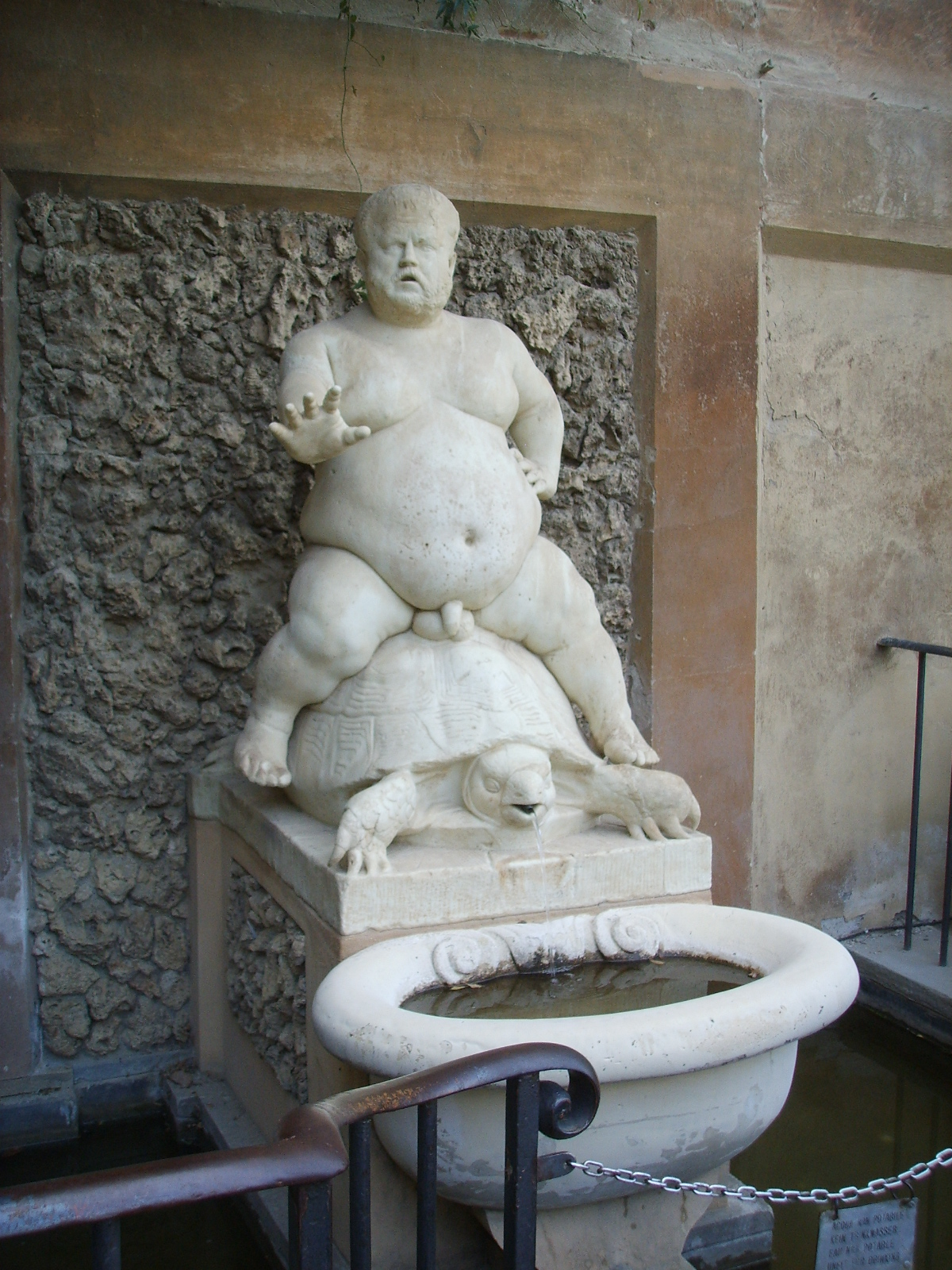
La Fontana del Bacchino, Jardin de Boboli, Florence.
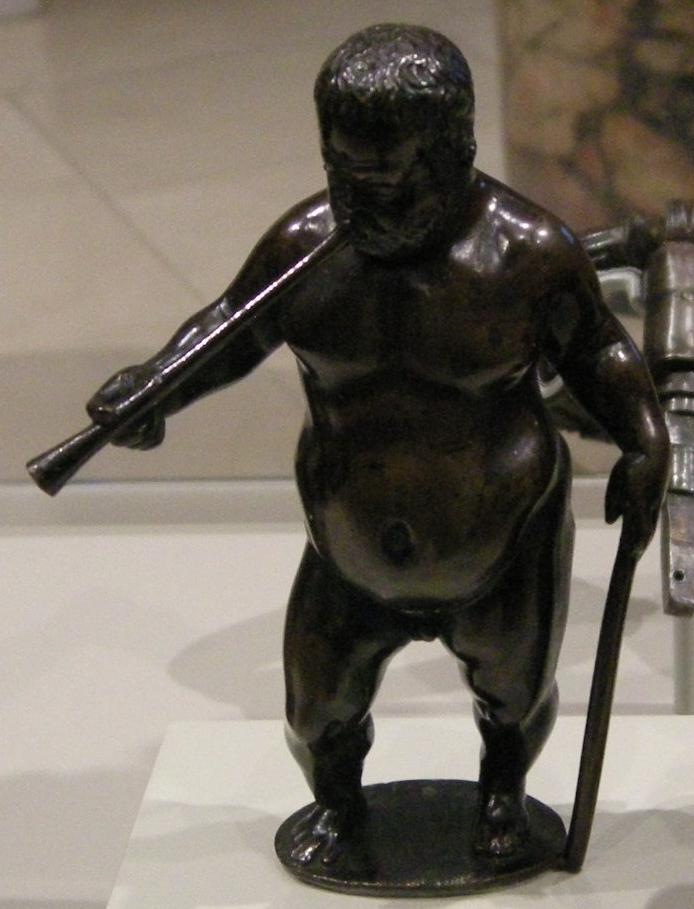
Le nain Morgante à la trompette, bronze attribué à Antonio Susini, vers 1580-1590.
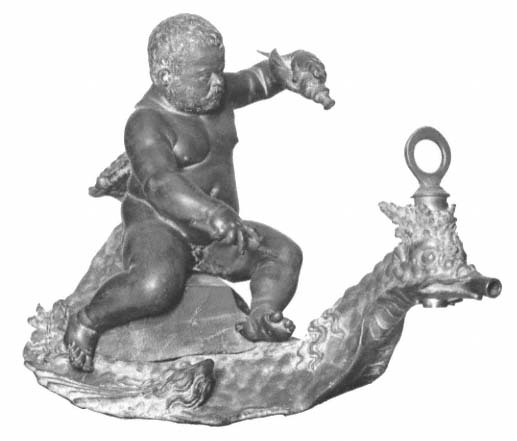
Le nain Morgant de Giambologna.
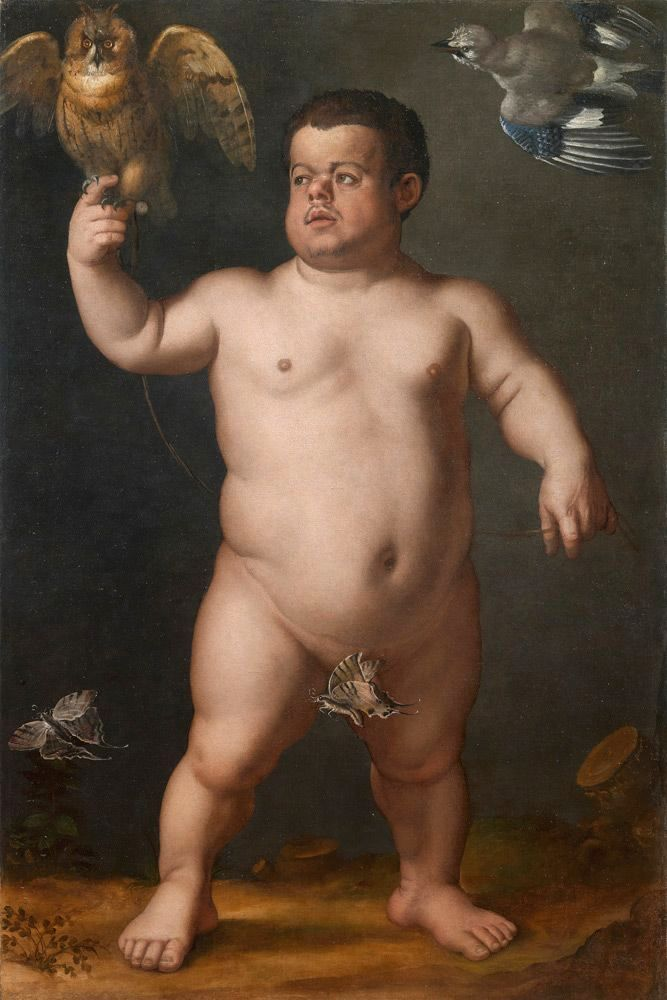
Bronzino, Double portrait du nain Morgante (recto).
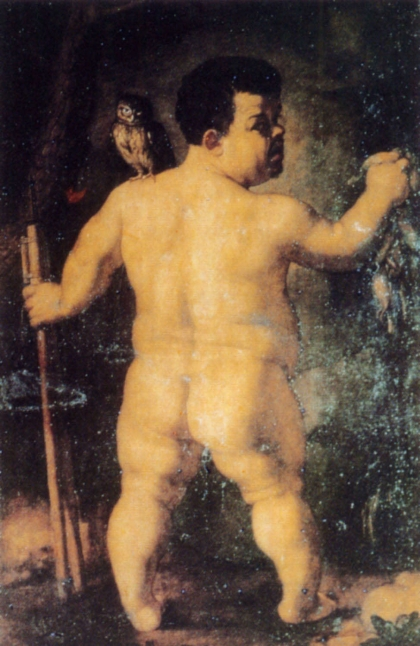
Bronzino, Double portrait du Nain Morgante (verso).

## Remarques
1. ↑  
(en) « Discovery News : Naked Dwarf Revealed Again in Painting »

## Autres projets
Wikimedia Commons : Braccio di Bartolo